# Lieferungsroman
Als Lieferungsroman wird ein Roman bezeichnet, der dem Kunden in Einzellieferungen von einem oder zwei Bögen, d. h. 16 oder 32 Druckseiten, ins Haus geliefert wird. 
Im 19. Jahrhundert war diese Vertriebsweise weit verbreitet. Nicht nur Trivialliteratur wurde so an den Kunden gebracht, auch für Werke angesehener Autoren oder Lexika wurde dieser Vertriebsweg gewählt. Während es bei der Trivialliteratur bei der Lieferung der Bögen blieb, wurden den Kunden gehobenerer Literatur auch die Einbände mitgeliefert, so dass er seine Bände beim lokalen Buchbinder fassen lassen konnte. 
Der Lieferungsroman existiert heute nicht mehr; am nächsten kommt dieser Produktions- und Vertriebsweise die von gewissen Nachschlagewerken, die dem Kunden blattweise zugestellt werden, und die er dann in einem mitgelieferten Ordner selber einreihen kann (Loseblattsammlung). Auf diese Art können veraltete Einträge überarbeitet und ersetzt werden – das Nachschlagewerk bleibt immer auf neuestem Stand.